# Zamach stanu na Cyprze
Zamach stanu na Cyprze – zamach stanu przeprowadzony w lipcu 1974 przez organizację EOKA B i grupę greckich wojskowych służących w Gwardii Narodowej Cypru, sprzeciwiające się polityce prezydenta kraju arcybiskupa Makariosa III i opowiadające się za natychmiastową unią Cypru z Grecją (enosis).

## Okoliczności zamachu stanu
W 1967 drogą puczu władzę w Grecji przejęła junta czarnych pułkowników. Rząd ten opowiadał się za natychmiastową realizacją idei zjednoczenia Cypru z Grecją (enosis). Koncepcji tej sprzeciwiał się prezydent Cypru i zwierzchnik Cypryjskiego Kościoła Prawosławnego Makarios III. W swojej wcześniejszej polityce po objęciu urzędu prezydenckiego w 1960 był on zwolennikiem enosis, nie chciał jednak zjednoczenia Cypru z Grecją, w której panowała junta wojskowa. W 1972, w czasie swojej wizyty w Atenach, Makarios III po raz kolejny odmówił natychmiastowej unii między obydwoma państwami. Junta postanowiła wówczas zorganizować na wyspie zamach stanu, który doprowadziłby do usunięcia arcybiskupa i zastąpienia go przez osobę w pełni popierającą plany enosis. Bazę pomysłodawców zamachu stanowiła niewielka prawicowa organizacja Front Narodowy, powstała w 1969. Oprócz legalnej aktywności politycznej, jej członkowie przenikali do cypryjskiej policji i sił bezpieczeństwa. Do przyspieszenia przygotowań do zamachu doszło po dojściu do władzy w Grecji gen. Dimitriosa Joanidisa, dla którego obalenie Makariosa III i aneksja Cypru miała stanowić środek podniesienia autorytetu społecznego.

## Przygotowania do zamachu
Przywódcą zamachu miał być grecki generał Jeorjos Griwas, bohater walk o niepodległość Cypru, dowódca Narodowej Organizacji Cypryjskich Bojowników (EOKA) w latach 50. XX wieku. Griwas był zwolennikiem idei enosis i nie mógł wybaczyć Makariosowi III jej niezrealizowania w czasie jego dotychczasowych rządów. Po swoim nielegalnym powrocie na wyspę z Grecji w 1972 powołał on do życia organizację EOKA B, która przy użyciu taktyki terrorystycznej miała walczyć o enosis. Jej członkami byli żołnierze i kadra oficerska cypryjskiej Gwardii Narodowej, w większości przybyli z Grecji, identyfikujący się z ideami junty czarnych pułkowników.
Po zbrojnym wystąpieniu EOKA B (zamachy bombowe, porwania polityków itp.) cypryjski kontrwywiad odnalazł tajną kwaterę gen. Griwasa, Makarios III nie zdecydował się jednak na jego aresztowanie, wiedząc, jak wielką estymą wojskowy cieszył się wśród Greków cypryjskich z powodu udziału w walkach z Wielką Brytanią. Tymczasem aktywność EOKA B nasilała się. W 1973 członkowie organizacji dokonali porwania ministra sprawiedliwości. W odpowiedzi cypryjskie służby bezpieczeństwa zajęły kwaterę organizacji w Limassol, przejmując plany przyszłego zamachu stanu, w tym projekt zabójstwa prezydenta i objęcia kontroli nad lotniskiem w Nikozji, rozgłośni radia i telewizji oraz posterunków policji. Odnaleziono również dowody inspiracji junty czarnych pułkowników dla całości planów.
27 stycznia 1974 Jeorjos Griwas zmarł w swojej kwaterze. Jego następcą został płk Jeorjos Karusos, następnie płk Joanis Dertilis, wreszcie Nikos Sampson, który zintensyfikował działalność terrorystyczną ugrupowania. Dzięki poparciu dla EOKA B ze strony greckich oficerów Gwardii Narodowej organy bezpieczeństwa były de facto bezradne w jej zwalczaniu, bądź też celowo umożliwiały organizacji paraliżowanie instytucji państwa. Makarios III utworzył wówczas korpus rezerwowy o nazwie Efedrikon Soma, złożony z wiernych mu ludzi. Został on skierowany do zwalczania EOKA B i zaczął odnosić w tej walce znaczne sukcesy. Równocześnie prezydent podjął decyzję o redukcji o 80% liczebności Gwardii Narodowej i odesłaniu do Grecji nadetatowych oficerów i żołnierzy. Ogłaszając tę decyzję 5 lipca 1974, oskarżył Gwardię o odgrywanie roli armii okupacyjnej i zapowiedział jej całkowite podporządkowanie rządowi cypryjskiemu. Zarzucił również greckim oficerom wspieranie terrorystów z EOKA B.

## Zamach stanu

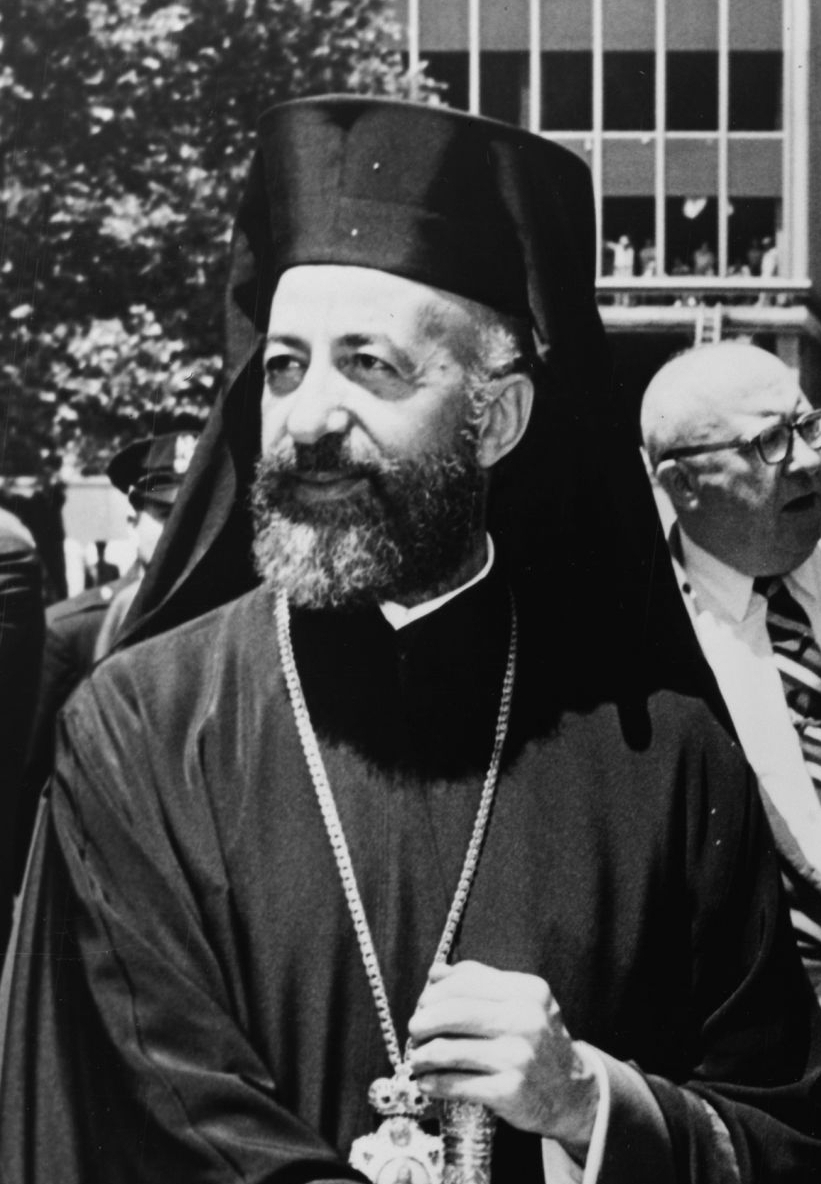
Makarios III

13 lipca 1974 na naradzie generałów Joanidisa, Gizikisa i Denisisa w Atenach zapadła decyzja o natychmiastowym przeprowadzeniu zamachu stanu. Plan działania o kryptonimie Hermes zakładał upozorowanie wystąpienia EOKA B na spontaniczne zamieszki pod hasłem sprzeciwu wobec polityki Makariosa III. Głównym dowódcą zamachowców miał być gen. Andreas Kondylis, były dowódca greckiego kontyngentu na Cyprze. Zdaniem A. Adamczyka Makarios III nie spodziewał się zamachu stanu, z kolei P. Osiewicz wyraził pogląd, że od czasu śmierci gen. Grivasa arcybiskup wprost obawiał się nie tylko utraty urzędu, ale i zamachu na swoje życie.
15 lipca 1974 zamachowcy przejęli kontrolę nad rozgłośnią radiową w Nikozji. Grupy EOKA B oraz oddziały Gwardii Narodowej otoczyły pałac prezydencki i ogłosiły powstanie Rządu Ocalenia Narodowego, na czele którego stanął Nikos Sampson. Poinformowano również o śmierci Makariosa III w zdobytym pałacu. W rzeczywistości prezydent zorientował się w sytuacji, widząc koncentrację wojsk wokół swojej siedziby, i uciekł z niej tylnym wyjściem, po czym ukrył się w jednym z klasztorów prawosławnych i dotarł do Pafos. Stamtąd wezwał Cypryjczyków przez radio do stawienia zamachowcom oporu. Następnego dnia wygłosił w języku angielskim przemówienie adresowane do wszystkich krajów świata, domagając się pomocy w zachowaniu suwerenności przez Cypr.
Do 17 lipca 1974 w większych miastach Cypru trwały walki między Gwardią Narodową i Efedrikon Soma, zakończone klęską będących w mniejszości oddziałów wiernych prezydentowi. Padło kilkuset zabitych i rannych. W tym samym dniu Makarios III odleciał z brytyjskiej bazy Akrotiri do Wielkiej Brytanii, gdzie przyjęto go według ceremoniału przewidywanego dla głów państw.

## Reakcje międzynarodowe
Zamach stanu na Cyprze zdecydowanie potępiła Turcja, obawiając się o losy Turków cypryjskich w państwie rządzonym przez polityków związanych z juntą grecką. Czarni pułkownicy, zdając sobie sprawę z nieuchronnej klęski w ewentualnej wojnie z Turcją, nie wypowiadali się na temat zamachu i zablokowali wszelkie relacje medialne na ten temat. Przewrót natychmiast potępił ZSRR, zaś Bułgaria i Jugosławia zaczęły przerzucać nad grecką granicę dodatkowe wojska. Następnie podobne oświadczenie wydał rząd brytyjski. Rozważał on nawet zbrojną interwencję na Cyprze, z której ostatecznie wycofał się. Natomiast Stany Zjednoczone, potępiając sam fakt zamachu, nie wypowiedziały się w podobny sposób o rządzie Sampsona. Potajemnie amerykańskie koła rządowe pozytywnie przyjęły obalenie Makariosa III, gdyż po unii z Grecją Cypr znalazłby się w NATO, co wzmocniłoby południowo-wschodnie granice sojuszu. O planach puczu na wyspie sekretarz stanu USA Henry Kissinger wiedział od kwietnia 1974.

### Interwencja turecka
Po nieudanych rozmowach turecko-greckich, prowadzonych za pośrednictwem amerykańskim, 20 lipca 1974 wojska tureckie zaatakowały Cypr z powietrza i z morza. Turcja zrealizowała tym samym plan podziału wyspy (taksim) funkcjonujący co najmniej od 1963. Wysunięty przez polityków tureckich argument obrony Turków cypryjskich przed Grekami był jedynie pretekstem do ataku, gdyż w czasie zamachu stanu toczyły się jedynie walki zwolenników i przeciwników natychmiastowej enosis, nie doszło natomiast do agresji przeciwko muzułmańskiej społeczności na wyspie.
Koniec sprawowania władzy przez rząd powstały wskutek zamachu stanu nastąpił 22 lipca 1974, w dniu zawieszenia broni między Turcją, Cyprem i Grecją. Nikos Sampson zrezygnował wówczas z urzędu prezydenta. Jego obowiązki do czasu powrotu Makariosa III przejął Glafkos Kliridis.